# Eugoa clarior
Eugoa clarior là một loài bướm đêm thuộc phân họ Arctiinae, họ Erebidae.